# Bacoor
Bacoor is een stad in de Filipijnse provincie Cavite. Bij de volkstelling van 2020 had de stad 664.625 inwoners. De stad is onderdeel van de agglomeratie Manilla.

## Geschiedenis
In 2010 diende afgevaardigde Lani Mercado een wetsvoorstel in die de gemeente Bacoor zou omvormen tot stad. Na goedkeuring van de wet werd het besluit op 23 juni 2012 middels een volksraadpleging bekrachtigd.

## Geografie

### Bestuurlijke indeling
Bacoor is onderverdeeld in de volgende 73 barangays:
| - Alima - Aniban I - Banalo - Bayanan - Daang Bukid - Digman - Dulong Bayan - Habay I - Kaingin - Ligas I - Mabolo I - Maliksi I - Mambog I - Molino I - Niog I - P.F. Espiritu I - Real I - Salinas I - San Nicolas I - Sineguelasan - Tabing Dagat - Talaba I - Zapote I - Queens Row Central - Queens Row East | - Queens Row West - Aniban II - Aniban III - Aniban IV - Aniban V - Campo Santo - Habay II - Ligas II - Ligas III - Mabolo II - Mabolo III - Maliksi II - Maliksi III - Mambog II - Mambog III - Mambog IV - Mambog V - Molino II - Molino III - Molino IV - Molino V - Molino VI - Molino VII - Niog II | - Niog III - P.F. Espiritu II - P.F. Espiritu III - P.F. Espiritu IV - P.F. Espiritu V - P.F. Espiritu VI - P.F. Espiritu VII - P.F. Espiritu VIII - Real II - Salinas II - Salinas III - Salinas IV - San Nicolas II - San Nicolas III - Talaba II - Talaba III - Talaba IV - Talaba V - Talaba VI - Talaba VII - Zapote II - Zapote III - Zapote IV - Zapote V |

## Geboren in Bacoor
- Luis Yangco (19 augustus 1841), ondernemer en eigenaar van een grote scheepvaartonderneming (overleden 1907);
- Hilarion Rubio y Francesco (21 oktober 1902), componist, muziekpedagoog, dirigent en klarinettist (overleden 1985);
- Eric Buhain (12 april 1970), zwemmer en sportbestuurder.